# Antonio Tempestilli
Antonio Tempestilli (Campli, 8 ottobre 1959) è un dirigente sportivo, allenatore di calcio ed ex calciatore italiano, di ruolo difensore.

## Carriera

### Giocatore
Dopo gli esordi con il Banco di Roma, fu acquistato dall'Inter, con cui esordì in Serie A nella stagione 1979-1980, all'età di 20 anni. La sua esperienza in nerazzurro durò una sola annata, in cui scese in campo appena 5 volte. Ceduto al Como, militò nel club lariano per sei stagioni, di cui quattro in massima serie, per un totale di 167 gare disputate in campionato e 5 reti realizzate.
Nell'estate del 1987 fu acquistato dalla Roma per 2 miliardi di lire. In giallorosso giocò con continuità per quattro stagioni e da rincalzo in altre due, disputando 105 gare e segnando 5 reti in Serie A. In questo periodo fu soprannominato da alcuni suoi compagni di squadra "er Cicoria", soprannome, portato da lui con simpatia, dovuto al fatto che in campo provava a darsi da fare in ogni zona di gioco.

### Dopo il ritiro
Rimasto legato all'ambiente giallorosso, una volta lasciata l'attività agonistica ha iniziato a lavorare come allenatore delle squadre giovanili della Roma e per tre anni si è dedicato ai ragazzi, vincendo il titolo di campione d'Italia nella stagione 1995-1996 con la squadra dei Giovanissimi Nazionali. Dopo questa esperienza, fu chiamato a svolgere il ruolo di team manager del club romano, carica ricoperta fino al 2006. In seguito è stato responsabile organizzativo della prima squadra.
Il 23 maggio 2020 diviene il responsabile del settore giovanile della Reggina; dal 2 dicembre 2020 ricopre anche il ruolo di direttore generale del club reggino. Nel febbraio 2021 si dimette dai due incarichi, per via di dissidi con la dirigenza.
Il 20 novembre 2021 assume l'incarico di direttore generale del Velletri, compagine militante nel campionato laziale di Promozione.

## Statistiche

### Presenze e reti nei club
| Stagione    | Squadra     | Campionato  | Campionato | Campionato | Coppe nazionali | Coppe nazionali | Coppe nazionali | Coppe continentali | Coppe continentali | Coppe continentali | Altre coppe | Altre coppe | Altre coppe | Totale | Totale |
| Stagione    | Squadra     | Comp        | Pres       | Reti       | Comp            | Pres            | Reti            | Comp               | Pres               | Reti               | Comp        | Pres        | Reti        | Pres   | Reti   |
| ----------- | ----------- | ----------- | ---------- | ---------- | --------------- | --------------- | --------------- | ------------------ | ------------------ | ------------------ | ----------- | ----------- | ----------- | ------ | ------ |
| 1987-1988   | Roma        | A           | 30         | 0          | CI              | 2               | 0               | -                  | -                  | -                  | -           | -           | -           | 32     | 0      |
| 1988-1989   | Roma        | A           | 25         | 1          | CI              | 5               | 1               | CU                 | 5                  | 0                  | -           | -           | -           | 35     | 2      |
| 1989-1990   | Roma        | A           | 28         | 3          | CI              | 6               | 1               | -                  | -                  | -                  | -           | -           | -           | 34     | 4      |
| 1990-1991   | Roma        | A           | 22         | 1          | CI              | 7               | 0               | CU                 | 8                  | 0                  | -           | -           | -           | 37     | 1      |
| 1991-1992   | Roma        | A           | 6          | 0          | CI              | 2               | 0               | CdC                | 1                  | 0                  | SI          | 0           | 0           | 9      | 0      |
| 1992-1993   | Roma        | A           | 9          | 0          | CI              | 3               | 0               | CU                 | 2                  | 0                  | -           | -           | -           | 14     | 0      |
| Totale Roma | Totale Roma | Totale Roma | 120        | 5          |                 | 25              | 2               |                    | 16                 | 0                  |             | 0           | 0           | 161    | 7      |

## Palmarès
- Coppa Italia: 1

Roma: 1990-1991